# Blandin
Pour les articles homonymes, voir Blandin (homonymie).
Blandin est une commune française située dans le département de l'Isère, en région Auvergne-Rhône-Alpes. 
La commune de Blandin est adhérente à la communauté de communes Les Vals du Dauphiné depuis le 1er janvier 2017.
Ses habitants sont dénommés les Blandinois.

## Géographie

### Situation et description
Blandin est situé à 25 km de Voiron et 14 km de La Tour-du-Pin. Il s'agit d'une petite commune essentiellement rurale à l'écart des grandes voies de circulation, constituée d'un bourg central de taille très modeste et de quelques hameaux.

### Climat
Pour des articles plus généraux, voir Climat d'Auvergne-Rhône-Alpes et Climat de l'Isère.
En 2010, le climat de la commune est de type climat des marges montargnardes, selon une étude du Centre national de la recherche scientifique s'appuyant sur une série de données couvrant la période 1971-2000. En 2020, Météo-France publie une typologie des climats de la France métropolitaine dans laquelle la commune est exposée à un climat de montagne ou de marges de montagne et est dans la région climatique  Alpes du nord, caractérisée par une pluviométrie annuelle de 1 200 à 1 500 mm, irrégulièrement répartie en été. 
Pour la période 1971-2000, la température annuelle moyenne est de 11,1 °C, avec une amplitude thermique annuelle de 17,7 °C. Le cumul annuel moyen de précipitations est de 1 207 mm, avec 10 jours de précipitations en janvier et 7 jours en juillet. Pour la période 1991-2020, la température moyenne annuelle observée sur la station météorologique de Météo-France la plus proche, « Grenoble-Saint-Geoirs », sur la commune de Saint-Étienne-de-Saint-Geoirs à 17 km à vol d'oiseau, est de 11,5 °C et le cumul annuel moyen de précipitations est de 915,1 mm,. Pour l'avenir, les paramètres climatiques de la commune estimés pour 2050 selon différents scénarios d'émission de gaz à effet de serre sont consultables sur un site dédié publié par Météo-France en novembre 2022.

### Hydrographie
Le territoire de la commune est bordé dans sa partie orientale par la Bourbre, affluent direct en rive gauche du Rhône et d'une longueur de 72,2 km.

### Voies de communication
Le territoire de la commune est situé hors des grands axes de communication. Traversé par une voie ferroviaire, celui-ci n'héberge aucune gare ni halte ferroviaire, la station la plus proche étant celle de Virieu-sur-Bourbre

## Urbanisme

### Typologie
Au 1er janvier 2024, Blandin est catégorisée commune rurale à habitat dispersé, selon la nouvelle grille communale de densité à sept niveaux définie par l'Insee en 2022.
Elle est située hors unité urbaine et hors attraction des villes,.

### Occupation des sols
L'occupation des sols de la commune, telle qu'elle ressort de la base de données européenne d’occupation biophysique des sols Corine Land Cover (CLC), est marquée par l'importance des territoires agricoles (83,7 % en 2018), une proportion identique à celle de 1990 (83,7 %). La répartition détaillée en 2018 est la suivante : 
terres arables (36,7 %), zones agricoles hétérogènes (34 %), forêts (16,3 %), prairies (12,9 %). L'évolution de l’occupation des sols de la commune et de ses infrastructures peut être observée sur les différentes représentations cartographiques du territoire : la carte de Cassini (XVIIIe siècle), la carte d'état-major (1820-1866) et les cartes ou photos aériennes de l'IGN pour la période actuelle (1950 à aujourd'hui).

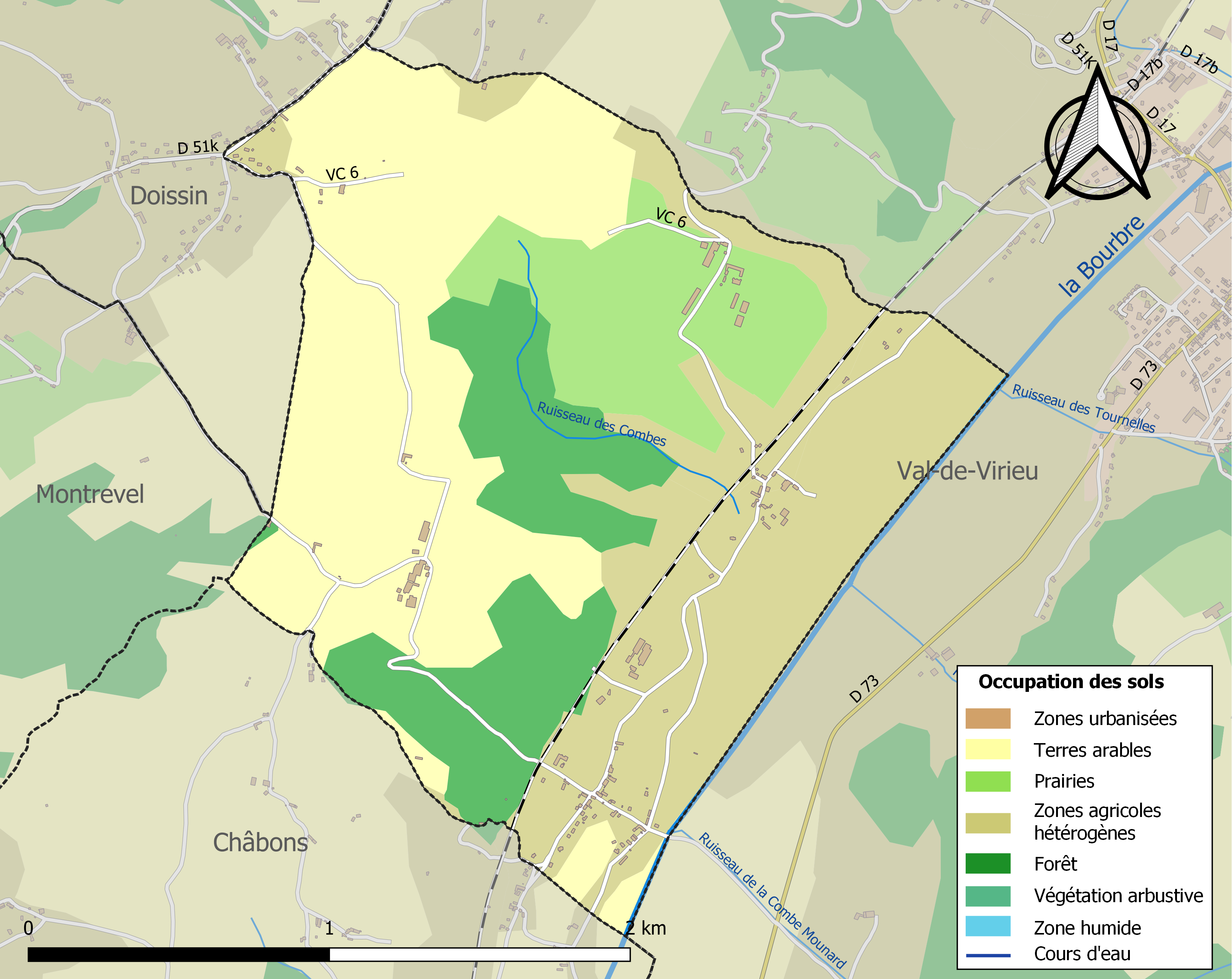
Carte des infrastructures et de l'occupation des sols de la commune en 2018 (CLC).

### Hameaux, lieux-dits et écarts
Le Grand-Blandin, Le Goulet, L'Epinay, Le Rousset de Blandin, Soyvieux et Chusin, Les Ripeaux de Blandin, Loyassière

### Risques naturels et technologiques

#### Risques sismiques
L'ensemble du territoire de la commune de Blandin est situé en zone de sismicité n°3, comme la plupart des communes de son secteur géographique, mais non loin de la zone n°4, située plus à l'est.
| Type de zone | Niveau            | Définitions (bâtiment à risque normal) |
| ------------ | ----------------- | -------------------------------------- |
| Zone 3       | Sismicité modérée | accélération = 1,1 m/s2                |

## Histoire

### Époque contemporaine
Blandin est érigée en commune par distraction de celle de Virieu en 1801.

## Politique et administration

### Liste des Maires
| Période   | Période  | Identité          | Étiquette | Qualité     |
| --------- | -------- | ----------------- | --------- | ----------- |
| mars 2001 | 2007     | Joseph Cacciatore |           |             |
| 2007      | 2014     | Corinne Magnin    |           |             |
| 2014      | 2020     | Jean-Luc Annequin | SE        | Agriculteur |
| 2020      | En cours | Corinne Magnin    |           |             |

## Population et société

### Démographie
L'évolution du nombre d'habitants est connue à travers les recensements de la population effectués dans la commune depuis 1800. Pour les communes de moins de 10 000 habitants, une enquête de recensement portant sur toute la population est réalisée tous les cinq ans, les populations de référence des années intermédiaires étant quant à elles estimées par interpolation ou extrapolation. Pour la commune, le premier recensement exhaustif entrant dans le cadre du nouveau dispositif a été réalisé en 2006.

En 2022, la commune comptait 156 habitants, en évolution de +8,33 % par rapport à 2016 (Isère : +3,07 %, France hors Mayotte : +2,11 %).
| 1800 | 1806 | 1821 | 1831 | 1836 | 1841 | 1846 | 1851 | 1856 |
| ---- | ---- | ---- | ---- | ---- | ---- | ---- | ---- | ---- |
| 162  | 175  | 209  | 258  | 222  | 203  | 217  | 214  | 217  |

| 1861 | 1866 | 1872 | 1876 | 1881 | 1886 | 1891 | 1896 | 1901 |
| ---- | ---- | ---- | ---- | ---- | ---- | ---- | ---- | ---- |
| 222  | 221  | 226  | 192  | 204  | 199  | 192  | 172  | 180  |

| 1906 | 1911 | 1921 | 1926 | 1931 | 1936 | 1946 | 1954 | 1962 |
| ---- | ---- | ---- | ---- | ---- | ---- | ---- | ---- | ---- |
| 169  | 178  | 160  | 152  | 151  | 155  | 143  | 157  | 139  |

| 1968 | 1975 | 1982 | 1990 | 1999 | 2006 | 2011 | 2016 | 2021 |
| ---- | ---- | ---- | ---- | ---- | ---- | ---- | ---- | ---- |
| 144  | 117  | 124  | 133  | 122  | 146  | 136  | 144  | 154  |

| 2022 | - | - | - | - | - | - | - | - |
| ---- | - | - | - | - | - | - | - | - |
| 156  | - | - | - | - | - | - | - | - |

### Enseignement
La commune est rattachée à l'académie de Grenoble.

### Médias
Historiquement, le quotidien à grand tirage Le Dauphiné libéré consacre, chaque jour, y compris le dimanche, dans son édition du Nord-Isère, un ou plusieurs articles à l'actualité du village et de ses environs, ainsi que des informations sur les éventuelles manifestations locales, les travaux routiers, et autres événements divers à caractère local.

## Culture et patrimoine

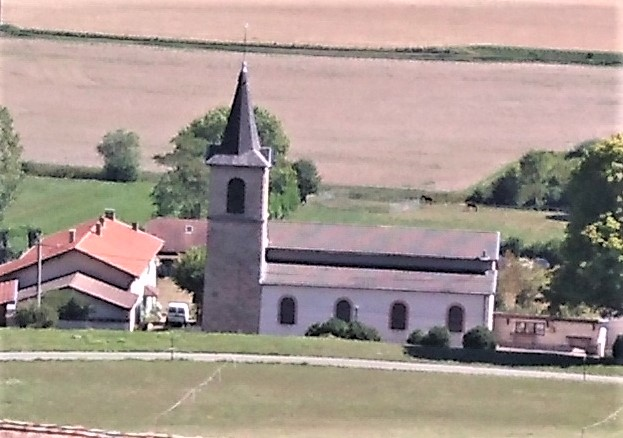
L'église de Blandin en septembre 2019

### Lieux et monuments

#### Château de la Molinière
Situé à proximité du village, dans un grand parc planté de plusieurs essences d'arbres (dont des séquoias disparus) et des bassins (au sud et à l'est) le bâtiment érigé au début du XXe siècle, se distingue par l'importance de ses volumes et de sa décoration. Il se compose d'un corps de plan rectangulaire à l'ouest, flanqué à son angle sud-est d'un gros pavillon en retour d'équerre (plus tardif ?) avec un édicule en saillie sur le rez-de-chaussée et surmonté d'une terrasse, logé dans l'angle sud-ouest formé par les deux corps de bâtiment. Un escalier latéral est aménagé devant le soubassement appareillé, lequel est en ressaut sur la façade sud du corps est, permettant l'accès à une grande terrasse qui se développe devant le rez-de-chaussée. L'ensemble s'élève à trois niveaux (dont le soubassement), surmonté de toits à égouts retroussés recouverts d'ardoise. Celui du corps Est est en forme de pavillon, celui du corps ouest à deux pans et croupes, éclairé de lucarnes. Les ouvertures du corps ouest, disposées symétriquement, en arc surbaissé, s'organisent en quatre travées de part et d'autre d'une porte centrale surmontée d'un fronton ouvragé, à l'aplomb d'une fenêtre plus étroite.
Le pavillon est quant à lui ajouré dans sa partie supérieure par deux grosses lucarnes à la capucine pendantes, surplombant deux petites fenêtres. Généreuse, la décoration abonde dans les encadrements d'ouvertures où la brique alterne avec la pierre de taille (entre autres pour les clés passantes, les harpes et les appuis), répondant en cela aux chaînes d'angle et aux jambes. La brique se retrouve également dans les cordons filants séparant les niveaux, ainsi que dans les modillons qui précèdent la corniche en pierre sous toiture, laquelle est sommée d'épis de faîtage en zinc, et d'une crête à l'ouest. On notera par ailleurs les garde-corps en fer forgés des terrasses et du balcon à l'étage de la travée ouest, les lambrequins ornant les ouvertures en hauteur, et les piles du portail ouest, reprenant l'alternance de la brique et de la pierre de taille des façades, surmontée de pots-à-feu.
Sur le cadastre napoléonien le château occupe la parcelle C234, qui cependant est vide en 1836. En 1919, une construction apparaît dans les matrices, alors indiqué à vingt ouvertures et appartenant à Joseph Ballofet, avoué à Lyon. En 1919, il passe à Camille Suel, directeur d'usine à Saint-Chamond. L'ensemble de la propriété comprend des vignes, des bâtiments ruraux et un terrain d'agrément.

#### Autres monuments
- Le château de l’Epinay date du XVe siècle
- L'église paroissiale Saint Jacques le Majeur, date du XIXe siècle[19]

### Héraldique
|  | Blandin possède des armoiries dont l'origine et le blasonnement exact ne sont pas disponibles. |

## Blandin dans les arts

### En littérature
- Delphine de Vigan évoque la commune de Blandin dans Rien ne s'oppose à la nuit.